# Takahiro Mukai
Takahiro Mukai (jap. 向井孝博 Mukai Takahiro; ur. 5 listopada 1957 w prefekturze Hiroszima) – japoński zapaśnik w stylu klasycznym. Dwukrotny olimpijczyk. Odpadł w eliminacjach turnieju w Los Angeles 1984 i Seulu 1988 w kategorii 74 i 82 kg.
Dwukrotny uczestnik mistrzostw świata, szósty w 1983. Drugi na igrzyskach azjatyckich w 1986 i piąty w 1994. Srebrny medalista mistrzostw Azji w 1993.
Jego syn Satoki Mukai jest również zapaśnikiem.